# Alain Tailly
Alain Tailly né le 12 juin 1968 à Abidjan est docteur ès lettres et ingénieur culturel, Il est aussi  artiste pluriel (écrivain, poète, conteur, dramaturge, comédien , metteur en scène et acteur de Cinéma. Il est reconnu pour ses multiples talents artistiques et pour ses importantes contributions à la structuration et à la promotion du secteur culturel en Côte d’Ivoire.

## Biographie

### Parcours professionnel
Diplômé en ingénierie culturelle en France, Alain Tailly est un intellectuel et professionnel chevronné du secteur culturel ivoirien, ayant occupé plusieurs postes de haut niveau au sein de l’administration culturelle,. Il a été successivement Coordinateur du Programme de Soutien aux Initiatives Culturelles décentralisées (PSIC) financé par l’Union européenne, Directeur général du Bureau ivoirien du droit d’auteur (BURIDA) entre 2001 et 2002, Conseiller technique chargé des affaires culturelles et artistiques, Directeur de cabinet adjoint au ministère de la Culture et de la Francophonie puis Directeur du Centre National des Arts et de la Culture (CNAC) de 2012 à 2017. Docteur ès Lettres, il est également reconnu comme un fervent promoteur du slam en Côte d’Ivoire. Il a exercé en tant qu’administrateur culturel, producteur, manager, journaliste, animateur, coach en art oratoire et conférencier,,,.

## Engagement et réflexion
Alain Tailly est reconnu pour son expertise sur les industries culturelles, notamment la musique, qu’il considère comme un secteur à fort potentiel mais insuffisamment structuré en Côte d’Ivoire. Il milite pour une meilleure professionnalisation du secteur et la mise en place d’indicateurs fiables pour évaluer l’économie de la filière musicale.
Il défend une vision transversale de la culture, liant l’éducation et la transmission des valeurs à travers l’école et les institutions culturelles. Selon lui, l’école et la culture sont indissociables dans la formation de l’individu et le développement de la société.
Alain Tailly est le fondateur  de la première  agence spécialisée dans l’ingénierie culturelle et touristique en Côte d’Ivoire. Il est également à l’origine de la création d'un centre culturel à vocation communautaire à Abidjan.

## Œuvres et créations artistiques
En parallèle de ses fonctions administratives, Alain Tailly mène une carrière artistique prolifique

### Poésie musicale
Il s’est illustré dans ce genre en déclamant des textes sur des mélodies, abordant des thèmes sociaux et personnels. Son premier album, Western Blues sorti en 2010, évoque la détresse de l’ouest ivoirien après les crises. Son second opus, Femme, mon Héroïne paru 2013, est un hommage vibrant à la femme, à la famille et à la société.

### Hommages et influences
Il rend hommage à des figures telles que sa mère, Marie-Thérèse Mariam, Myriam Makéba, et célèbre la femme africaine à travers ses textes.

### Ouverture musicale
Bien que passionné par le jazz et le blues, il explore également la musique mandingue, notamment avec le titre Mali Sadjo en collaboration avec Sarah Diabaté.

### Distinctions et influence
Alain Tailly est considéré comme un opérateur culturel respecté et une voix influente pour la valorisation des arts et de la culture en Côte d’Ivoire. Il a contribué à la réflexion sur la politique culturelle nationale et à la promotion de l’entrepreneuriat culturel,.

### Identité et héritage
Depuis 2021, il se fait également appeler Tailly Glôhi, marquant ainsi une nouvelle étape dans son engagement artistique et identitaire. Son parcours illustre la diversité et la richesse des talents ivoiriens au service du rayonnement culturel national et international.

### Spectacles
Comme œuvres majeures, l’on retrouve Massa Dambali, un conte musical sorti en 2001, suivi de Le Canari de l'Unité en 2004 et L'Eldorado perdu en 2008, tous deux également présentés sous forme de contes musicaux. Il poursuit avec Souffle d’Afrique, une poésie musicale parue en 2010, puis Taamala, voyageur en 2013 dans le même registre. En 2014, il explore le théâtre avec Dans les bras de Morphée, avant de proposer Bouche-parole, une lecture scénique, en 2015. Il revient ensuite à la poésie musicale avec Enfanti-Jazz en 2018, et Nuit de légende, de père en fils en 2020,.

### Livres
Parmi ses ouvrages publiés figurent La Comédie du développement, un recueil de chroniques paru aux Éditions PUCI en 2005, Le Rêve du charpentier, des récits de vie publiés par les Éditions NEI/CEDA en 2007, John Ziguéhi, édité par FratMat Éditions en 2015, ainsi que L’Évangile selon Judas, publié en 2025 aux Éditions 225 Livres,,.

### Singles
Dans ces créations en poésie musicale, on retrouve Western Blues en 2007, Femme, mon héroïne en 2013, Passissangana en 2019 et une œuvre en duo avec le guitariste Mimi Lorenzini ; ainsi que Changeons les règles, sorti en 2022,.